# Ki-Adi-Mundi
Personnage de fiction apparaissant dans
Star Wars.
Ki-Adi-Mundi est un personnage de fiction de la saga de Star Wars qui apparaît dans tous les épisodes de la prélogie. Ki-Adi-Mundi est interprété par Silas Carson, comme le vice-roi Nute Gunray de la même trilogie.

## Biographie

### Univers officiel

#### Avant la guerre des clones
Ki-Adi-Mundi est le padawan du Maître Jedi Yoda. Sa sagesse était légendaire. Seul chevalier nommé au Conseil Jedi, il devient maitre Jedi quelques années plus tard. Il devient ensuite lui-même, à l'instar d'un autre apprenti de Yoda nommé Mace Windu, membre du conseil Jedi. La lame du premier sabre laser de Ki-Adi-Mundi est de couleur violette.
Lorsque le Jedi Qui-Gon Jinn informe le conseil Jedi de son duel avec un individu semblable à un Sith, Ki-Adi-Mundi affirme que les Sith se sont éteints un millénaire auparavant. Il refuse alors de croire à leur retour,.
Le Jedi qui a formé Qui-Gon Jinn, Dooku, quitte peu après l'ordre Jedi et décide de former un mouvement séparatiste. Là encore, Ki-Adi-Mundi ne croit pas Dooku capable d'organiser les bombardements qui agitent la République galactique.

#### Guerre des clones
Ki-Adi-Mundi assiste au début de la guerre des clones. En effet, il fait partie des Jedi qui viennent porter secours à leurs collègues dans l'arène des exécutions, lors de la première bataille de Géonosis. Il en survit et devient général de l'armée clone. Il commande dès lors les Marines galactiques.
Durant la guerre des clones, Ki-Adi-Mundi est accompagné fréquemment du clone CC-1138. Ce clone, plus souvent appelé Bacara, est un CRA, c'est-à-dire l'un des clones les plus efficaces de l'armée.
Le Jedi participe à la seconde bataille de Géonosis. Durant celle-ci, il surpasse Anakin Skywalker et son apprentie Ahsoka Tano en nombre de droïdes de combat séparatistes vaincus, sans être dans un premier temps au courant de la compétition entre les deux autres Jedi.
Lors d'un nouveau retour de Maul, Ki-Adi-Mundi refuse d'aider la duchesse Satine Kryze de Mandalore à sauver la planète de l'emprise de Maul.
En tant que Jedi très sceptique, Ki-Adi-Mundi est le premier Jedi à accuser directement la padawan Ahsoka Tano de trahison, ce qui mène à un procès puis à l'exclusion d'Ahsoka de l'ordre Jedi. Durant la procédure, il refuse de croire à l'innocence de la togruta,.
Lors d'un assaut sur Mygeeto, aux derniers instants de la guerre des clones, l'Ordre 66 est activé et Ki-Adi-Mundi est soudainement attaqué par les clones qui le suivent depuis le début du conflit. Malgré une brève tentative de lutte, Ki-Adi-Mundi est rapidement tué, à l'instar de nombreux Jedi à travers toute la Galaxie,.

### UniversLégendes
À la suite du rachat de la société Lucasfilm par The Walt Disney Company, tous les éléments racontés dans les produits dérivés datant d'avant le 26 avril 2014 ont été déclarés comme étant en dehors du canon et ont été regroupés sous l’appellation « Star Wars Légendes ».

#### Vie familiale
Bien qu'un Jedi n'ait pas le droit d'avoir de relations amoureuses, le Jedi Ki-Adi-Mundi est exceptionnellement autorisé à se marier, du fait de son espèce, les céréens. En effet, le taux de natalité de ce peuple est particulièrement bas, avec un risque d'extinction, et l'espèce compte 20 fois plus de femmes que d'hommes. Ki-Adi-Mundi a ainsi cinq femmes et sept enfants. Il possède ainsi une vie familiale en parallèle de sa vie de Jedi,,.

#### Chute de la République
Durant la crise de Naboo, Ki-Adi-Mundi est depuis peu membre du conseil Jedi. Il fait exception, puisqu'il est Chevalier Jedi, et pas encore Maître, lors de son entrée.
En des temps troubles, les Jedi se déplacent beaucoup. Ki-Adi-Mundi part ainsi à Malastare pour négocier une paix entre des fractions à Lannik. Il poursuit ensuite, accompagné de son padawan tusken A'Sharad Hett, l'ex-Jedi Aurra Sing, qui a tué le père du padawan.
Vers la fin de la guerre des clones, Ki-Adi-Mundi, assisté des Marines galactiques et du commandant Bacara, se rend à Mygeeto. Un conflit contre les Séparatistes y dure depuis deux ans.

## Concept et création
Selon Silas Carson, l'interprète de Nute Gunray et de Ki-Adi-Mundi, jouer lors du tournage le rôle du second est plus agréable que celui du premier. Il note aussi que son interprétation de Ki-Adi-Mundi demande un jeu plus axé sur l'espace, puisque la prothèse qui le représente sous forme de Ki-Adi-Mundi ne permet pas de montrer efficacement les expressions faciales.

## Accueil
Le principal trait de caractère reproché au personnage de Ki-Adi-Mundi est son scepticisme. En effet, il ne croit pas facilement aux informations fournies par des héros de l'intrigue comme Qui-Gon Jinn ou Ahsoka Tano. Par exemple, il ne croit pas au retour des Sith dans La Menace fantôme, et son scepticisme est contredit rapidement par les événements. Or, son refus de les croire ralentit souvent l'opposition au véritable ennemi. Il est même vu comme étant responsable de la chute de l'ordre Jedi,,.

## Postérité
Le site Screen Rant souligne une erreur dans la production de L'Attaque des clones liée au sabre laser de Ki-Adi-Mundi. En effet, au début de la bataille de Géonosis, la lame de celui-ci est bleue. Ensuite, à l'arrivée des clonetroopers, elle est verte. Enfin, alors que le personnage se trouve dans une canonnière peu après, son sabre montre une lame à nouveau bleue.